# 七日市藩
七日市藩（なのかいちはん）は、上野国甘楽郡七日市（現在の群馬県富岡市七日市）を居所とした藩。藩庁は七日市陣屋に置かれた。1616年に前田利家の五男・前田利孝が1万石余で入封し、以来前田家が12代250年あまり続いて廃藩置県を迎えた。加賀藩前田家一族の外様大名ではあるが、徳川秀忠の小姓を務めていた利孝が大坂の陣の武功により新知を受けるという譜代大名的な成り立ちを持つ。江戸時代中期以降は上野国で唯一の外様大名であった。
本記事では、廃藩後に置かれた七日市県（なのかいちけん）についても言及する。

## 歴史

### 立藩
七日市藩の初代藩主は、加賀藩祖前田利家の五男の利孝である。
利孝は慶長9年（1604年）より江戸で芳春院（前田利家正室・まつ）に養育された。徳川秀忠に小姓として仕え、大坂の陣で利孝は徳川家の旗本として参戦して武功を挙げたことから、元和2年（1616年）12月26日、七日市に1万石余の所領を与えた。これが七日市藩の立藩である。兄たちが立てた富山藩（前田利次）や大聖寺藩（前田利治）とは異なり、加賀藩前田家からの分知ではなく幕府からの新知である。

### 江戸時代後期まで
七日市藩の家臣団は、利孝に加賀藩から随従した家臣を中心に構成されていた。小藩であるため、本家である加賀藩の財政的援助を受けてようやく存続するというような状況であり、加賀藩の庇護下にあったと評される。歴代藩主の多くは駿府城・大坂城の守備役を務めている。
第10代藩主・前田利和は、七日市藩主家の分家にあたる旗本家に生まれ、第9代藩主・前田利以の養子に迎えられた。文化5年（1808年）、利以の隠居に伴い、家督を継いだ。しかし、利以と利和の間に紛争が生じ、文化9年（1812年）に須藤岡之進夫妻が自刃する事件が発生した。文化13年（1816年）には豪農層から拠出された資金を貧農層の育児手当にあてる「生育講」を発足させ、また「民政条目」を布達した。
第11代藩主・利豁は、天保11年（1840年）に父・利和の死に伴い家督を継いだ。天保13年（1842年）、藩校・成器館が創設された。しかしこの頃には七日市藩邸が焼失するなど、治世は多難を極めた。

### 幕末・明治維新
元治元年（1864年）には藩領内を天狗党が通過した（天狗党の乱）。この際、藩の用人であった横尾鬼角が一ノ木戸近くの永心寺門前において、下仁田街道を西進する天狗党先鋒方と折衝し、天狗党は七日市を迂回する進路をとった。鬼角は陣屋門前を天狗党が通行することを阻止したとして名を上げたという。慶応2年（1866年）には藩主の利豁と対立した横尾鬼角らが永蟄居処分を受ける。慶応4年（1868年）には上州世直し一揆の侵入を受けるなど諸事件に翻弄された。
慶応4年（1868年）の戊辰戦争では新政府側に属して東山道総督府の指揮下に入り、会津藩の討伐に参加して戸倉・沼田に出兵した（三国峠の戦い参照）。翌明治2年（1869年）6月の版籍奉還にともない、利豁は知藩事に任じられるが、利豁は8月に隠居して長男の利昭に家督を譲った。
利昭は成器館を文武学校と改称し、さらに軍務局をはじめとする藩政改革を行なった。明治4年（1871年）7月の廃藩置県で七日市藩は廃藩となった。

### 七日市県
明治4年（1871年）7月14日、七日市県が設置された。知藩事は罷免されたものの、県政は旧藩の大参事以下の職員が執った。同年10月28日に群馬県が設置されると、七日市県は群馬県に編入されて廃止された。

## 歴代藩主
前田家
外様 1万石
| 代 | 氏名                       | 官位              | 在職期間                           | 享年 | 備考                                                              |
| -- | -------------------------- | ----------------- | ---------------------------------- | ---- | ----------------------------------------------------------------- |
| 1  | 前田利孝 まえだ としたか   | 従五位下 大和守   | 元和2年 - 寛永14年 1616年 - 1637年 | 44   | 父は前田利家。                                                    |
| 2  | 前田利意 まえだ としもと   | 従五位下 右近大夫 | 寛永14年 - 貞享2年 1637年 - 1685年 | 61   |                                                                   |
| 3  | 前田利広 まえだ としひろ   | ―                 | 貞享2年 - 元禄6年 1685年 - 1693年  | 49   |                                                                   |
| 4  | 前田利慶 まえだ としよし   | ―                 | 元禄6年 - 元禄8年 1693年 - 1695年  | 26   |                                                                   |
| 5  | 前田利英 まえだ としふさ   | ―                 | 元禄8年 - 宝永5年 1695年 - 1708年  | 18   | 前藩主利慶の同母弟。                                              |
| 6  | 前田利理 まえだ としただ   | 従五位下 丹後守   | 宝永5年 - 宝暦6年 1708年 - 1756年  | 58   | 実父は旗本・前田孝始（初代藩主利孝の孫）、 実母は前田利意の三女。 |
| 7  | 前田利尚 まえだ としひさ   | 従五位下 大和守   | 宝暦6年 - 天明2年 1756年 - 1782年  | 61   |                                                                   |
| 8  | 前田利見 まえだ としあきら | 従五位下 右近将監 | 天明2年 - 天明6年 1782年 - 1786年  | 23   |                                                                   |
| 9  | 前田利以 まえだ としもち   | 従五位下 大和守   | 天明6年 - 文化5年 1786年 - 1808年  | 61   | 実父は加賀大聖寺藩5代藩主の前田利道。                             |
| 10 | 前田利和 まえだ としよし   | 従五位下 大和守   | 文化5年 - 天保10年 1808年 - 1839年 | 49   | 実父は旗本・前田武宣（7代藩主利尚の弟）。                         |
| 11 | 前田利豁 まえだ としあきら | 従五位下 丹後守   | 天保11年 - 明治2年 1840年 - 1869年 | 55   | 実父は越中富山藩9代藩主の前田利幹。                               |
| 12 | 前田利昭 まえだ としあき   | ―                 | 明治2年 - 明治4年 1869年 - 1871年  | 47   |                                                                   |

## 陣屋と陣屋町
七日市の陣屋町は、前田家の入部間もない時期に整備されたとされる。東西に走る中山道脇往還（下仁田街道）を中心に、西から陣屋・武家屋敷・町屋が計画的に配置された。武家屋敷と町屋の間には石垣が設けられて両者は明確に区別された。土地の計測でも町屋では曲尺を、武家屋敷では鯨尺を使っていたという。東隣は富岡町（旗本領）で、境界には「一ノ木戸」が設けられた。一ノ木戸は龍光寺・永心寺の南に位置し、国道254号の食い違いの四叉路として道路の形が残る。角にはかつて「おさく茶屋」と呼ばれる茶屋があった。
七日市の町場は5つの町からなり、街路も広くとられ、その名にふさわしい市場町としての繁栄が企図とされたとされる。しかし、東隣の富岡町（下仁田街道富岡宿）が商業中心地であったために七日市の商家は少数にとどまり、農家の並ぶ「非都市的集落」になった。1874年（明治7年）時点で七日市には260戸があり、職業の記載がある中では商業2戸・工業7戸に対し農業175戸であった（なお、士族が61戸あった）。1889年（明治22年）に七日市村は富岡町などと合併し、町村制に基づく富岡町を発足させている。

## 政治

### 家臣団
弘化5年（1848年）の分限帳によれば士分は54家である。知行取はそのうち8家で、200石取りの1家を筆頭に、150石取り3家、80石取り1家、70石取り3家が続く。ほかの46家は扶持取であり、その下に足軽などがいた。家老職は保坂家が勤め、北保坂家・南保坂家と呼ばれた。

## 幕末の領地
- 上野国
  - 甘楽郡のうち - 21村

## 備考
- 七日市藩主家から加賀藩の上級藩士（人持組）となる事例もあった。前田利孝の三男・前田寄孝は「前田大膳家」、前田利意の子・前田誠明（のぶあきら）は「前田兵部家」、同じく利意の子・前田孝效（たかのり）は「前田式部家」を興した[2]。